# Galina Vinogradova
Galina Vinogradova, född den 10 februari 1979 i Barnaul, rysk orienterare som tog silver i stafett vid VM 2008 och brons i sprintstafett vid VM 2014.